# Râul Rău, Vulturu
Râul Rău este un curs de apă, afluent al râului Vulturu. 